# Batagur dhongoka
Batagur dhongoka là một loài rùa trong họ Emydidae. Loài này được Gray mô tả khoa học đầu tiên năm 1834.